# Mark Wigglesworth
Pour les articles homonymes, voir Wigglesworth.
Mark Wigglesworth (né le 19 juillet 1964) est un chef d'orchestre britannique. Né dans le Sussex, il est élève de la Bryanston School, de l'Université de Manchester et de l'Académie royale de musique à Londres. Il remporte le concours Kondrachine de direction d'orchestre, à Amsterdam en 1989.

## Carrière
John Drummond le nomme chef adjoint à l'Orchestre symphonique de la BBC en 1991, poste qu'il occupe jusqu'en 1993. Wigglesworth est le chef d'orchestre principal du BBC National Orchestra of Wales de 1996, jusqu'en 2000 et chef invité principal de l'Orchestre symphonique de la radio suédoise de 1998 à 2001.
Wigglesworth mène sa première production lyrique en 1991, avec Cosi fan Tutte pour l'Opera Factory de Londres. Il fait sa première apparition au Royal Opera House, de Covent Garden, en novembre 2002. Il dirigé également au Pays de Galles, le Welsh National Opera, le Metropolitan Opera de New York, et l'English National Opera, et  au festival de Glyndebourne. C'est en 2005, qu'il fait ses débuts au Metropolitan Opera dans Le Nozze di Figaro. En avril 2006, Wigglesworth est nommé Directeur musical de La Monnaie, l'opéra de Bruxelles. Après une saison d'une collaboration avec la compagnie et le directeur de la musique, Kazushi Ono (2007-2008), Wigglesworth devait initialement assumer la charge en tant que Directeur musical de la saison 2008-2009 Mais en avril 2008, La Monnaie a annoncé que Wigglesworth prendrait pas le poste de directeur de la musique du théâtre.
En janvier 2014, Wigglesworth est nommé à l'English National Opera (ENO) en tant que prochain directeur musical, succédant à Edward Gardner, à compter de septembre 2015. Peu de temps après, au début de son mandat, il exprime sa désapprobation des propositions faites par l'ENO à propos des mesures d'économie et de réduction dans le contrat du chœur de l'ENO. Le 22 mars 2016, Wigglesworth annonce sa démission de son poste d'administrateur de l'ENO, à compter de la clôture de la saison 2015-2016. Il a déclaré dans une lettre aux musiciens de l'ENO :

« La compagnie évolue maintenant dans quelque chose que je ne veux pas reconnaître et aussi dur que j'ai essayé d'argumenter pour maintenir ce que je crois être les piliers fondamentaux de notre identité, je n'ai pas réussi à persuader les autres de cette nécessité. »

Wigglesworth enregistre pour des labels tels que BIS,.
Wigglesworth est marié à l'archéologue Annemieke Laits, de l'University College de Londres. Le couple a une fille et séjourne dans le Sussex.

## Discographie
- Brahms, Concertos pour piano - Stephen Hough, piano ; Mozarteumorchester Salzburg (11-15 janvier 2013, Hyperion) (OCLC 861504079)
- Chostakovitch, Symphonies nos 1 à 3 - BBC National Orchestra of Wales (octobre 2006 et octobre 2010, SACD Bis) (OCLC 794940300)
- Chostakovitch, Symphonie no 4 - Orchestre philharmonique de la radio néerlandaise (2009, Bis) (OCLC 368057225)
- Chostakovitch, Symphonies nos 5, 6 et 10 - BBC National Orchestra of Wales (décembre 1996/novembre 1997, 2CD Bis CD-973/974) (OCLC 43611835)
- Chostakovitch, Symphonie no 7 - BBC Welsh Symphony Orchestra (2-4 décembre 1996, Bis CD-873) (OCLC 37732625)
- Chostakovitch, Symphonie no 8 - Orchestre philharmonique de la radio néerlandaise (20-22 décembre 2004, SACD Bis) (OCLC 63144532)
- Chostakovitch, Symphonies nos 9 et 12 - Orchestre philharmonique de la radio néerlandaise (décembre 2004 et avril 2005, SACD Bis) (OCLC 182524382)
- Chostakovitch, Symphonie no 11 - Orchestre philharmonique de la radio néerlandaise (mars 2006, SACD Bis) (OCLC 611201539)
- Chostakovitch, Symphonie no 13 - Jan-Hendrik Rootering, basse ; Orchestre philharmonique de la radio néerlandaise (avril 2005, SACD Bis) (OCLC 77082154)
- Chostakovitch, Symphonie no 14 - Joan Rodgers, soprano ; John Tomlinson, basse ; BBC National Orchestra of Wales (18-19 mars 1999, Bis) (OCLC 48545950)
- Chostakovitch, Symphonies nos 1 et 15 - Orchestre philharmonique de la radio néerlandaise (octobre 2006, SACD Bis) (OCLC 880572497)
- Khatchaturian : Concerto pour violon - James Ehnes, violon ; Melbourne Symphony Orchestra (14-16 novembre 2014, Onyx Classics) (OCLC 876300782)
- Mahler, Symphonie no 10 (Deryck Cooke) - BBC National Orchestra of Wales (concert, 26 novembre 1993, BBC Music Magazine vol. 2, no 12) (OCLC 31020770)
- Mahler, Symphonie no 10 - Melbourne Symphony Orchestra (novembre 2008, ABC 476 4336) (OCLC 734190207)
- Mahler, Das Lied von der Erde (arr. pour ensemble de chambre d'Arnold Schönberg) - Jean Rigby, mezzo-soprano ; Robert Tear, ténor ; The Premier Ensemble (30 juin/2 juillet 1995, RCA Victor Red Seal) (OCLC 32518691)